# Nowy Sącz
Nowy Sącz (Duits: Neu Sandez of verouderd Neu Sandec; Hongaars: Újszandec) is een stad in het Poolse woiwodschap Klein-Polen. Het is een stadsdistrict. De oppervlakte bedraagt 57,06 km², het inwonertal 84.463 (2005). De Duitse benaming is "Neu Sandez", uit de streek "Sandecz". In de stad ligt ook het Kasteel van Nowy Sącz.

## Verkeer en vervoer
- Station Nowy Sącz Miasto

## Geboren
- Janusz Kowalik (26 maart 1944), voetballer en voetbalcoach
- Aleksander Kłak (24 november 1970), voetballer
- Piotr Świerczewski (8 april 1972), voetballer
- Dawid Janczyk (23 september 1987), voetballer

Stadsdistricten:
Krakau (Kraków) · Tarnów · Nowy Sącz

Districten:
Bochnia · Brzesko· Chrzanów · Dąbrowa Tarnowska · Gorlice · Krakau · Limanowa · Miechów · Myślenice · Nowy Sącz · Nowy Targ · Olkusz · Oświęcim · Proszowice · Sucha · Tarnów · Tatra · Wadowice · Wieliczka

Grootste steden:
Bochnia · Chrzanów · Gorlice · Krakau · Nowy Sącz · Nowy Targ · Olkusz · Oświęcim · Tarnów · Zakopane